# NGC 33
NGC 33 est une paire d'étoiles située dans la constellation des Poissons. Elle a été recensée par l'astronome allemand Albert Marth le 9 septembre 1864.